# Asian Typhoon
『Asian Typhoon』（エイジアン・タイフーン）は、X.Y.Z.→Aの1枚目のアルバム。1999年12月3日にリリースされた。

## 解説
X.Y.Z.→Aのファーストアルバム。シングル曲「Miracle」、「Don't let the sun go down」が収録されている。尚、「Don't let the sun go down」のカップリング曲である「Lonely nights」は未収録である。
同アルバムの帯には「轟音噴火!!」「今世紀最強最後のハードロックバンド『X.Y.Z.』遂にデビュー！」と記されている。
ブックレットでは大野祥之、広瀬和生の解説が収録されている。
2000年8月23日にVo.を英詞で撮り直し、一部アレンジを加えたアルバムである、「Asian Typhoon -English Version-」が発売されている。

## 収録曲
1. Miracle
作詞：二井原実 / 作曲：ファンキー末吉
2. Change my life
作詞：ファンキー末吉 / 作曲：和佐田達彦、ファンキー末吉
3. Shine your loving light on me
作詞：二井原実 / 作曲：橘高文彦
4. Don't let the sun go down
作詞：二井原実 / 作曲：橘高文彦
5. Don’t cry so hard…my baby
作詞：二井原実 / 作曲：河野陽吾
6. Faster! Harder! Louder! Deeper!
作詞：二井原実 / 作曲：橘高文彦
7. Justice
作詞：二井原実 / 作曲：橘高文彦
8. Hey! D.J.
作詞：二井原実 / 作曲：ファンキー末吉
9. Forever be with you
作詞：二井原実 / 作曲：橘高文彦
10. Razor's edge
作詞：二井原実 / 作曲：橘高文彦
11. Asian Typhoon
作詞：二井原実 / 作曲：ファンキー末吉

### English Version
1. Miracle
2. Change my life
3. Shine your loving light on me
4. Don't let the sun go down
5. Don’t cry so hard…my baby
6. Faster! Harder! Louder! Deeper!
7. Justice
8. Hey! D.J.
9. Forever be with you
10. Razor's edge
11. Asian Typhoon
12. Lonely night
作詞：二井原実、ファンキー末吉 / 作曲：ファンキー末吉